# 埃米内角
埃米内角是位於保加利亞黑海海岸的一個海角。在中世紀時期這裡曾修建有一個城堡，現在僅留有廢墟。埃米內角還有修道院和燈塔的遺跡。

## 外部連結
- Cape Emona Gallery
- BulgarianLandmark.Info - Cape Emine